# Alfred Winslow Jones
Alfred Winslow Jones (9 de septiembre de 1901 -  2 de junio de 1989), sociólogo, y periodista financiero, creador del producto financiero llamado fondos de inversión libre ("hedge funds").

## Biografía
Nacido en Melbourne, Australia, hijo de Arturo Winslow Jones (ejecutivo de General Electric) y Elizabeth Huntington. Se trasladó con cuatro años a los Estados Unidos con su familia y se graduó de la universidad de Harvard en 1923, y, después de viajar como sobrecargo en un vapor alrededor del mundo comenzó a trabajar en el Foreign Service (el equivalente estadounidense del Ministerio de Asuntos Exteriores). En los años 30 fue vicecónsul de EE. UU. en Berlín, en pleno ascenso de Adolfo Hitler al poder. Tras contraer matrimonio con Mary Carter viajó por España durante la guerra civil. En 1941 se doctoró en sociología por la universidad de Columbia con una tesis sobre la propiedad corporativa en Akron, Ohio.

## La creación de los hedge funds
Winslow Jones trabajó para la revista Fortune durante los años 40, escribiendo artículos ajenos a las finanzas, sobre temas como educación o Cooperativas agrícolas. En marzo de 1949 se propuso investigar las técnicas de análisis de mercado en un artículo titulado “Fashions in Forecasting”. Ese mismo año creó el primer hedge fund, A.W. Jones & Co. que tenía como objetivo la eliminación del riesgo propio de inversiones a largo plazo mediante la venta a corto de acciones, así como la diversificación del riesgo mediante la selección de acciones: el modelo de inversión combinaba la venta a corto, el apalancamiento y las primas de incentivo.
En 1962 creó un holding de sociedades de responsabilidad limitada, con lo que inauguró el primer hedge fund multi-gestor. Winslow Jones obtuvo beneficios para sus inversores hasta entonces desconocidos, pese a cobrar una comisión del 20% sobre los beneficios.
Al tratarse de un tipo de inversión muy compleja, y al haberse popularizado, los hedge funds provocaron numerosas bancarrotas (1969-1970, 1973-1974 2008), y han estado, según algunos, en el corazón de todas las recientes crisis financieras:, la salida de la Libra Esterlina del sistema monetario europeo en 1992, el Efecto Tequila de 1994, las devaluaciones de las monedas asiáticas de 1997 y el agujero financiero de 1 billón de dólares generado en 1998 por el Long Term Capital Management, en el que estuvieron implicados los premios nobel de economía Myron S. Scholes y Robert C. Merton.
Jones abandonó progresivamente sus compañías, y en sus últimos años se dedicó a obras benéficas.